# 애덤 팰리
애덤 팰리(Adam Pally, 1982년 3월 18일 ~ )는 미국의 배우이다.

## 출연 작품
- 수퍼 소닉 - 웨이드 역
- 매직 마스크 레슬러 - 스티브 역
- 수퍼 소닉 3 - 웨이드 역